# 昌達烏利縣
昌達烏利縣是印度的一個縣，位於該國北部，由北方邦負責管轄，面積2,484平方公里，識字率為73.86%，1991年人口1,148,732，人口密度是每平方公里462人。

## 外部連結
- 官方网站

25°15′41″N 83°15′51″E / 25.261344°N 83.264082°E